# Manhunt (TV-serie)
Manhunt är en amerikansk historisk konspirations-thrillerserie skapad av Monica Beletsky. Den baseras på James L. Swansons bok Manhunt: The 12-Day Chase for Lincoln's Killer. Carl Franklin svarar för regin, och Tobias Menzies spelar rollen som Edwin Stanton. Serien vars första säsong består av 10 avsnitt produceras för Apple TV+ och planerades först att släppas i augusti 2023, men premiären blev senare uppskjuten till den 15 mars 2024.

## Handling
Serien kretsar kring jakten på president Abraham Lincolns mördare, och följer krigsministern, Edwin Stantons sökande för att spåra upp John Wilkes Booth.

## Rollista i urval
- Tobias Menzies – Edwin Stanton
- Anthony Boyle – John Wilkes Booth
- Lovie Simone – Mary Simms
- Matt Walsh – Samuel Mudd
- Brandon Flynn – Edwin Stanton Jr.
- Betty Gabriel – Elizabeth Keckley
- Will Harrison – David Herold
- Hamish Linklater – Abraham Lincoln
- Maxwell Korn – Robert Todd Lincoln
- Damian O'Hare – Thomas Eckert
- Patton Oswalt – Lafayette Baker
- Lili Taylor – Mary Todd Lincoln
- Timothy D. Sigmund – Jebidiah Diggler
- Anne Dudek – Ellen Stanton
- Mark Rand – Salmon P. Chase